# Diéma
 (juin 2024).
Si vous disposez d'ouvrages ou d'articles de référence ou si vous connaissez des sites web de qualité traitant du thème abordé ici, merci de compléter l'article en donnant les références utiles à sa vérifiabilité et en les liant à la section « Notes et références ».
Diéma (ou Djéma) est une ville et une commune rurale malienne, située dans le pays de la Kaarta, chef-lieu du cercle de Diéma, dans la région de Nioros. Elle se situe à 48 km à l'ouest de Diangounté.
La ville de Diéma compte 42 892 habitants En 2024, c'est la 2e ville la plus peuplée de la Kaarta, derrière Diangounté. Elle est les chef-lieu de la 2e cercles dans la région Nioros et code de cercles 1102[réf. nécessaire].

## Géographie
La localité de Diéma est située au point d'embranchement de la route nationale 1 (axe Kayes-Diangounté-Diéma) sur la route nationale 3 (axe Bamako-Nioro) à 95 km au sud du chef-lieu régional Nioro-du-Sahel, à 272 km à l'est de Kayes. 
| Diangounté   | Grouméra   | Koréra Koré |
| Diangounté   | Diéma      | Dianguirdé  |
| Madiga-Sacko | Dianguirdé | Dianguirdé  |

## Histoire
[réf. nécessaire]
En 1871, Minankourou Konté, chef du village de Faranbougou (commune de Diangounté) décédait. La coutume d’alors imposait pour le remplacer de choisir le plus âgé de la famille des Konté. Celui-ci déclina cette faveur et proposa Djéguery Sissoko, cousin des Konté qui était le plus vieux du village. Une partie des Konté accepta cette solution, tandis que l’autre la refusa. Après plusieurs jours de tractations, chaque clan désigna son chef de village. Deux chefs ne pouvant gérer le même village, le clan de Djeguery Sissoko décida de s’installer ailleurs. Djéguéry, étant une personnalité mystérieuse, déclara que le site de son village serait là où on trouverait sa hache de nuit accrochée à un arbre particulier. La recherche de la hache dura quelques mois pendant lesquels les dissidents séjournèrent à deux kilomètres du site actuel de Diéma. La hache fut découverte lors de l’abattage d’un éléphant et l’arbre sur lequel on la trouva correspond à l’emplacement actuel de la maison du chef de famille des Sissoko à Diéma.

À cette époque, le roi du Kaarta était El Hadj Omar Tall. Il fut informé du conflit. Devant les accusations de dissidence, Djéguéry Sissoko déclara au roi qu’il s’était simplement retiré dans un hameau pour cultiver. Le roi accepta cette version. Ceux qui n’avaient pas accepté le départ de Djéguéry proposèrent alors au roi une stratégie pour vérifier ses dires. Ils imaginèrent de donner l’alarme en faisant résonner le grand tambour de Faranbougou. Au son de ce tambour, tous les hommes du village devaient se regrouper à Faranbougou. En l’absence de Djéguéry et des siens, la dissidence serait avérée. Sentant le danger, une des sœurs de Djéguéry qui était restée à Faranbougou alla à cheval prévenir ses frères du piège et du moment où le tambour devait retentir. Les dissidents se regroupèrent pour répondre à l’appel. Le fait de se rassembler à l’endroit où la hache fut découverte donna le nom de « Diéma ». Il est composé de « dié » qui signifie « association » et de « maou » qui signifie « personnes ». À la suite de ce rassemblement, le roi accorda sa confiance à Djéguéry Sissoko et depuis se succèdent à Diéma alternativement des chefs de village aux noms de Sissoko ou de Konté.
En 1872, Diéma ne comptait que 22 familles qui pratiquaient l’agriculture et l’artisanat. Diéma a connu la colonisation en 1891 après la prise de Nioro-du-Sahel par le colonel Archinard. Pendant la colonisation, Diéma était chargée de la collecte des impôts et du recrutement d’hommes pour les travaux forcés. Quatre hommes de Diéma sont morts pour la France pendant la guerre de 1914. En 39/45, Diéma a fourni 14 hommes à l’armée française et tous sont revenus.
Diéma a connu sa première école en 1935 et a été érigée en chef-lieu d’arrondissement en 1959.
Après l’indépendance, Diéma s’est étendue du fait de la pratique extensive de l’agriculture et est devenue chef-lieu de cercle en 1977. Devenue commune rurale, c’est aujourd’hui une ville qui va en se renforçant en raison de sa position de carrefour des routes du Sénégal et de Mauritanie.

## Villages
La commune s'étend sur 14 localités relevées lors du recensement général de 2009. 
Les villages les plus peuplés sont :
- Diéma (12 819 habitants) ;
- Tinkaré (5 333 habitants) ;
- Fangouné Kagoro (1 812 habitants).

## Transports et économie
Route trans-sahélienne Dakar (Sénégal) — N'Djamena (Tchad) passe par Diéma. Diéma est située au carrefour des routes vers la Mauritanie et le Sénégal, favorisant le développement des échanges et du commerce.

## Politique
| 2005 | Makan Cissoko     | RPM    |  |
| ---- | ----------------- | ------ |  |
| 2007 | Mahamadou Sidibé  | Adema  |  |
| 2009 | Sadio Tounkara    | Cnid   |  |
| 2016 | Abdoulaye Sissako | Parena |  |

Diéma en tant que chef-lieu de cercle dispose de deux députés. Soukountou Sissoko (URD) et Makan Cissoko (RPM) ont été élus en juin 2007 mais Makan Cissoko est mort le 4 décembre 2012. Pour cause de cumul des mandats, ce dernier avait été remplacé, comme Maire, en 2007, par Mahamadou Sidibé (Adéma), élu par le conseil communal. En 2009, les élections communales ont vu l'élection de Sadio Tounkara (CNID) au poste de Maire. Enfin, lors des élections du 20 novembre 2016, c'est Abdoulaye Cissako (Parena) qui est devenu le premier magistrat de la ville.

## Contrôle Citoyen de l'Action Publique
La Commune de Diéma est en partenariat avec le Projet d'Appui à la Décentralisation et à la Reforme de l'État (PADRE) de la GIZ. Le PADRE appuie depuis 2016 les représentants des organisations de la Société Civile constitués en Groupes d'Acteurs Citoyens (GAC) et en Plénière des Femmes (PF). Ces deux groupes se sont engagés à s'impliquer et à suivre les activés de la Commune, de suivre et de contrôler la gestion et l'entretien des infrastructures communales pour une meilleure offre de service public. À ce titre, ils ont reçu du PADRE plusieurs sessions de renforcement des capacités sur : (i) le fonctionnement de la Commune ; (ii) le Budget communal ; (iii) la passation des marchés publics ; (iv) la gestion et le suivi des infrastructures publiques, etc. Plusieurs de ces formations ont été assurées par un Cabinet malien Koni Expertise.

## Jumelage et coopération décentralisée
La ville de Diéma est jumelée avec celle de Chilly-Mazarin en France. Le jumelage date de 1986.
Les actions sont menées à Diéma par la Mairie de Diéma et en France par le Comité des Jumelages de Chilly-Mazarin (CDJCM, association missionnée par convention avec la mairie de Chilly-Mazarin) et l'association des ressortissants de Diéma ville en France (ARMDVF)
À l’origine les actions ont répondu à l’urgence : eau, santé et éducation puis elles ont suivi, conformément aux directives des États Malien et Français, une évolution vers l’aide à la décentralisation et le développement économique. Actuellement, elles répondent aux projets des élus locaux avec des constructions de structures, des projets générateurs de ressources et un appui institutionnel au conseil communal de Diéma.
Pour les financements des actions directes avec Diéma, le CDJCM et Chilly-Mazarin déposent des demandes de financement auprès des bailleurs de fonds comme, entre autres, le ministère des affaires étrangères français, la région Ile-de-France, le département de l'Essonne ou l'Agence de l'eau Seine Normandie. De son côté la mairie de Diéma mobilise toute son énergie auprès de l'Agence nationale d'investissement des collectivités locales (ANICT) et du Codéveloppement Mali (CODEV)
Le suivi des actions se fait en commun entre Diéma et Chilly dans le cadre des différents programmes qui se sont succédé depuis 1986 (Papvd, Pacedel, Pead, Eddn, etc.).
Principales actions développées depuis 1986 :
Période de 1986 à 1996
- Rénovation de puits dans le village de Diéma
- Apport de matériel médical et fournitures scolaires
- Rénovation de classes de l’école fondamentale
- Construction d'un parc de vaccination animale
- Campagne de vaccination contre la rougeole
- Campagne de vaccination contre la peste aviaire

Période de 1996 à 2007 :
- Mise en place d’une adduction d'eau potable (AEP) :
- Création de deux forages à Sirakoro et Kundugula et d'une adduction d'eau solaire à Sirakoro avec la participation de la ville espagnole de Carlet
- Rénovation d’une école et construction de deux écoles fondamentales : une à Diéma, l’autre dans le hameau de Kundugula
- Construction d’un terrain de sport
- Rénovation du marché hebdomadaire de Diéma
- Construction de latrines collectives à Diéma
- Électrification solaire de la mairie
- Construction d’un barrage pour la création d'un périmètre rizicole de 40 ha
- Apport de matériel médical et fournitures scolaires

Période de 2008 à 2009 :
- Construction d’un centre logistique au carrefour de Diéma : toujours en cours en 2024
- Appui institutionnel : création d’un Plan d’Urbanisme Sectoriel (PUS) pour la ville de Diéma.
- Doublement de l'alimentation thermique de l'adduction d'eau par l'installation de panneaux solaires sur tous les points d'eau de l'adduction.
- Développement des capacités paysannes. Création de deux périmètres maraîchers : Guémou et Fangouné Bambara, organisation du bas-fond du barrage, formation des cultivateurs avec l’appui de Kared, ONG malienne.
- Conception et élaboration d'un Plan Stratégique d’Assainissement, pour mettre en place la séparation des eaux usées et des eaux de pluie, l’évacuation et le traitement des déchets solides et liquides, la récupération des eaux de pluie et la promotion de l'hygiène familiale.

Période de 2010 à 2013 :
- Fournitures scolaires achetées annuellement à Bamako pour les élèves des écoles fondamentales
- Livraison de petit matériel médical pour le CSCOM
- Surcreusement du puits du PM de Guémou
- Construction de l’école de Sourenguedou
- Appui à la constitution du dossier CODEV pour le MP de TASSARRA et l’école de Fangouné-Bambara
- Réhabilitation complète de la première AEP solaire y compris du château d’eau de 30 m3.
- Coordination des deux adductions d'eau (1996 et 2008), solarisation des alimentations électriques
- Création de 100 latrines privées et d'un ensemble public latrines-douches au marché
- Ramassage et traitement des déchets solides : collectif et individuel dans les concessions
- L’étude pour l’évacuation des eaux de pluie.

Période de 2013 à 2016 :
- Appui pour la construction de l'appartement de directeur de l'école de Sourenguedou.
- Construction de l’école de Fangouné Bambara.

En cours (2024)
- Extension du réseau de l’AEP vers le quartier Nord de Diéma (Carrefour) et étude de la ressource en eau dans la commune de Diéma.
- Installation d’un réfrigérateur solaire pour le CSCOM (Centre de Santé Communautaire).
- Formation des cultivateurs (trices) aux nouvelles techniques et à la commercialisation des produits.
- Achat de matériel informatique pour la mairie de Diéma.